# David Baltimore
David Baltimore (New York, 1938. március 7. –) amerikai molekuláris biológus és virológus. 1975-ben Renato Dulbeccóval és Howard Martin Teminnel együtt orvostudományi Nobel-díjban részesült a reverz transzkripció felfedezéséért. Baltimore állította össze a vírusok taxonómiájának egyik általánosan alkalmazott rendszerét.

## Tanulmányai
David Baltimore 1938. március 7-én született New Yorkban. Apja, Richard Baltimore ortodox zsidó nőiruha-kereskedő volt, míg anyja, a meggyőződéses ateista Gertrude Baltimore (lánykori nevén Lipschitz) két gyermeke megszületése után (Davidnek van egy öccse, Robert S. Baltimore, aki a Yale Egyetemen lett kutatóorvos) pszichológiát tanult a New York Egyetemen és később ő maga is tanított a felsőoktatásban. A 40-es évek elején a család kiköltözött New York elővárosába, Great Neckbe. David a helyi elemi és középiskola elvégzése után a pennsylvaniai Swarthmore College-ben folytatta tanulmányait; fő tárgyai a biológia és kémia voltak. A főiskola alatt egy nyarat a Cold Spring Harbor Laboratoryban töltött kutatómunkával és ekkor fordult érdeklődése a molekuláris biológia felé. 1960-ban BSc oklevelet kapott és ezután a Massachusetts Institute of Technology-n kezdett biofizikát tanulni, de 1961-ben átment a Rockefeller Egyetemre, ahol végül az állati vírusokból írta meg doktori disszertációját 1964-ben. 1963-64-ben az MIT-n, 64-65-ben a New York-i Albert Einstein College of Medicine-en dolgozott posztdoktori állásban, ezután pedig a kaliforniai La Jollában lett a Salk Institute munkatársa, ahol közös kutatást végzett Renato Dulbeccóval. 1968-ban visszatért az MIT-re, ahol adjunktusként, 1972-től pedig professzorként dolgozott. 1974-ben csatlakozott az egyetem Salvador Luria által vezetett Rákkutató Központjához.

## Tudományos munkássága

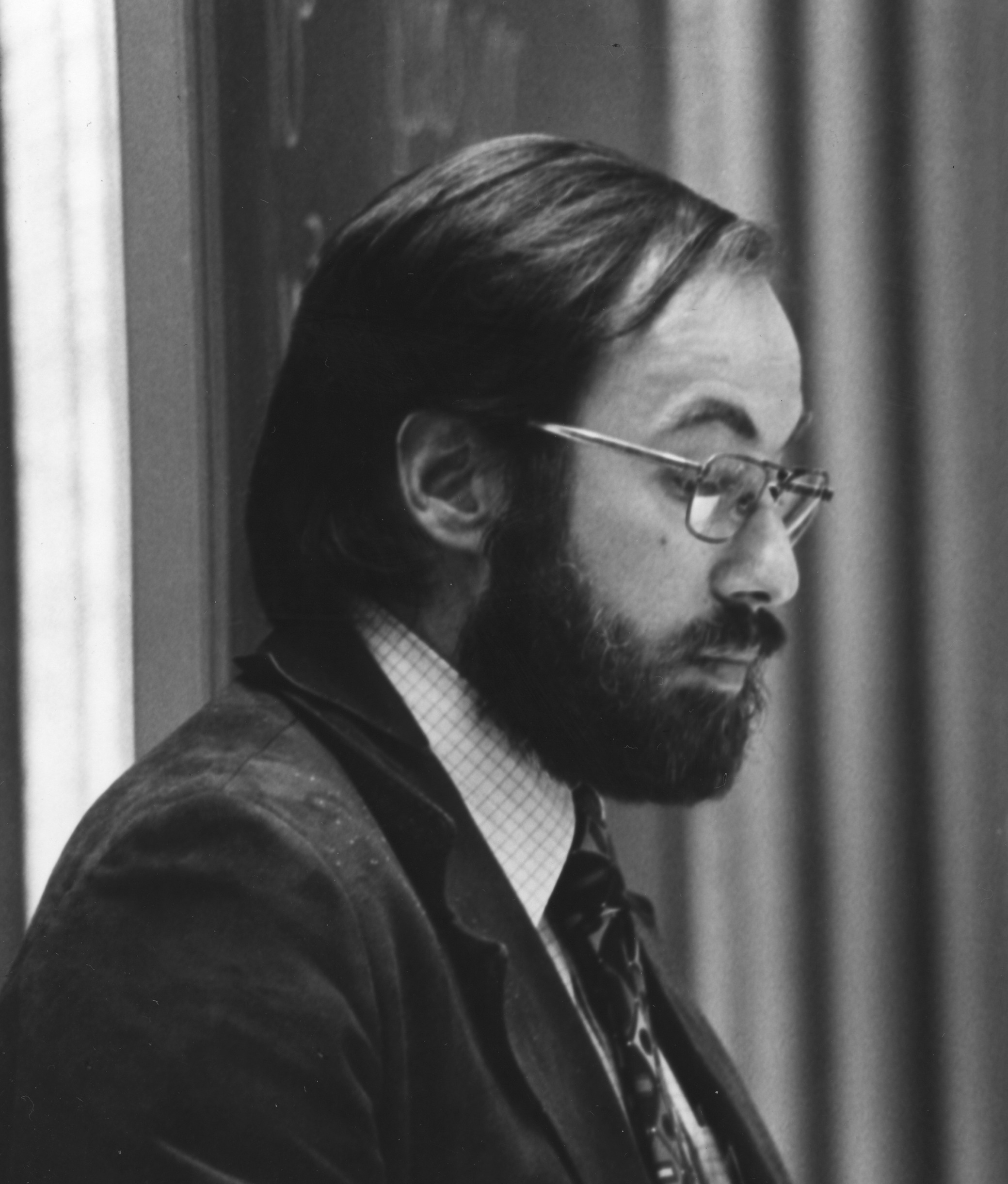
David Baltimore 1976-ban

Baltimore kutatásai az állati vírusokra fókuszáltak és 1970-ben az egér leukémia-vírusból (MLV), majd utána a Rous szarkóma-vírusból (RSV) is izolálta a reverz transzkriptáz enzimet, amely RNS-t képes DNS-sé átírni és ezzel teljesen felborította a molekuláris biológia addigi "centrális dogmáját", miszerint információ csak DNS-RNS-fehérje irányba áramlik a sejtekben. Az enzimet tőle függetlenül Howard Temin is felfedezte a Wisconsin–Madison Egyetemen (Baltimore még a középiskolából ismerte Temint).
1975-ben Baltimore, Temin és Renato Dulbecco elnyerte az az évi orvostudományi Nobel-díjat "a tumorvírusok és a sejtek genetikai anyag közötti kölcsönhatás felfedezéséért".
Ugyanebben az évben Baltimore volt az egyik szervezője az asilomari konferenciának, ahol a rekombináns DNS-technológia vezető szakemberei első alkalommal tárgyalták meg a génsebészet potenciális veszélyeit és felállították a kutatások során alkalmazandó etikai szabályokat.
A 70-es években kidolgozta a vírusok osztályozásának ma is alkalmazott rendszerét, amely a genetikai anyaguk, és annak másolása alapján sorolja hét főcsoportba a vírusokat.

## Későbbi pályafutása

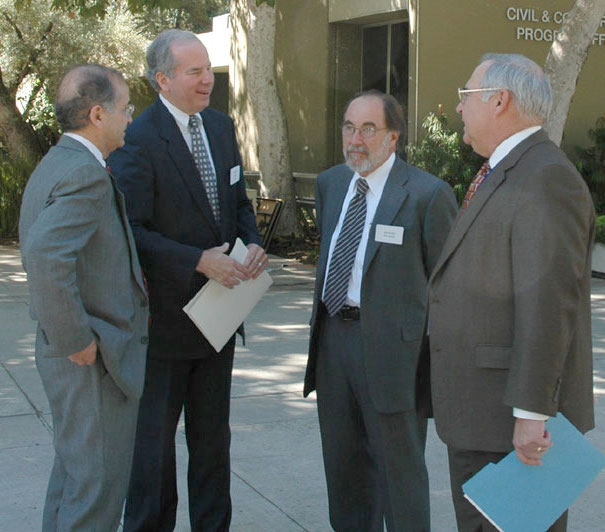
David Baltimore (jobbról a második) 2006-ban

1982-ben ő lett a vezetője az MIT-n belül létrehozott Whitehead Orvosbiológiai Kutatóintézetnek. Az ő laboratóriumában fedezték fel az immunglobulinok és T-sejt receptorok variabilitását létrehozó RAG-1 és RAG-2 enzimeket és a vírusfertőzések és egyéb stresszhelyzetek elleni védekezésben központi szerepet játszó NF-κB komplexet.
1990-ben meghívták a Rockefeller Egyetem élére, de 1991-ben egy hamisítási botrány miatt lemondott. Egyik munkatársát, a brazil Thereza Imanishi-Karit azzal vádolták, hogy 1986-ban meghamisította mérési eredményeit. Az erről a kísérletről írt cikkben Baltimore is társszerző volt és megpróbálta elsimítani az ügyet, rávette a vád képviselőjét, hogy vonja vissza állításait. A kísérleti adatok mégis valótlannak bizonyultak, Baltimore pedig kénytelen volt lemondani a Rockefeller Egyetem vezetéséről és visszatért az MIT-re.
1997 és 2005 között Baltimore volt a California Institute of Technology igazgatója. 1999-ben Nemzeti Tudományos Éremmel tüntették ki.

## Családja
David Baltimore 1968-ban házasodott össze a szintén kutató Alice S. Huanggal. Egy lányuk született, Teak Baltimore.